# A magyar labdarúgó-válogatott 2016. szeptember 6-i mérkőzése
A magyar labdarúgó-válogatott 2018-as világbajnoki selejtezőjének első mérkőzése Feröer ellen, 2016. szeptember 6-án, Tórshavnban, Feröeren. Ez a magyar labdarúgó-válogatott 910. hivatalos mérkőzése és a két válogatott egymás elleni 3. összecsapása.

## Előzmények
Eddig kétszer találkozott a két válogatott egymással. Mindkét mérkőzés a 2016-os Európa-bajnokság selejtezője volt és mindkettőt megnyerte a magyar válogatott. Az elsőt Tórshavnban 1–0-ra, míg a hazai visszavágót a Groupama Arénában 2–1-re.

## Helyszín
A találkozót Tórshavnban rendezik meg, a Tórsvøllur Stadionban.

## Keretek
megjegyzés: A táblázatokban szereplő adatok a mérkőzés előtti állapotnak megfelelőek.
| Magyarország                      | Magyarország        | Magyarország                     | Magyarország | Magyarország | Magyarország         | Magyarország                           |
| Poszt                             | Név                 | Születési idő és életkor         | Vál.         | Gól          | Klub                 | Utolsó válogatottság                   |
| --------------------------------- | ------------------- | -------------------------------- | ------------ | ------------ | -------------------- | -------------------------------------- |
| K                                 | Dibusz Dénes        | 1990. november 16. (25 évesen)   | 4            | 0            | Ferencváros          | 2016. 03. 26-án Horvátország ellen     |
| K                                 | Gulácsi Péter       | 1990. május 6. (26 évesen)       | 3            | 0            | RB Leipzig           | 2016. 05. 20-án Elefántcsontpart ellen |
| K                                 | Megyeri Balázs      | 1990. március 31. (26 évesen)    | 0            | 0            | Greuther Fürth       | —                                      |
| V                                 | Bese Barnabás       | 1994. május 6. (22 évesen)       | 2            | 0            | Le Havre AC          | 2016. 06. 22-én Portugália ellen       |
| V                                 | Fiola Attila        | 1990. február 17. (26 évesen)    | 16           | 0            | Videoton             | 2016. 06. 14-én Ausztria ellen         |
| V                                 | Guzmics Richárd     | 1987. április 16. (29 évesen)    | 18           | 1            | Wisła Kraków         | 2016. 06. 26-án Belgium ellen          |
| V                                 | Kádár Tamás         | 1990. március 14. (26 évesen)    | 33           | 0            | Lech Poznań          | 2016. 06. 26-án Belgium ellen          |
| V                                 | Kálnoki Kis Dávid   | 1991. augusztus 6. (25 évesen)   | 0            | 0            | Újpest FC            | —                                      |
| V                                 | Korcsmár Zsolt      | 1989. január 9. (27 évesen)      | 24           | 0            | Vasas SC             | 2014. 10. 11-én Románia ellen          |
| V                                 | Korhut Mihály       | 1988. december 1. (27 évesen)    | 6            | 0            | Hapóél Beér-Seva     | 2016. 06. 22-én Portugália ellen       |
| V                                 | Lang Ádám           | 1993. január 17. (23 évesen)     | 5            | 0            | Dijon                | 2015. 11. 12-én Norvégia ellen         |
| KP                                | Bognár István       | 1991. május 5. (25 évesen)       | 0            | 0            | Diósgyőri VTK        | —                                      |
| KP                                | Elek Ákos           | 1988. július 21. (28 évesen)     | 40           | 1            | Diósgyőri VTK        | 2016. 06. 26-án Belgium ellen          |
| KP                                | Kalmár Zsolt        | 1995. június 9. (21 évesen)      | 7            | 0            | RB Leipzig           | 2015. 10. 11-én Görögország ellen      |
| KP                                | Kleinheisler László | 1994. április 8. (22 évesen)     | 7            | 1            | SV Darmstadt 98      | 2016. 06. 18-án Izland ellen           |
| KP                                | Kovács István       | 1992. március 27. (24 évesen)    | 5            | 0            | Videoton             | 2014. 11. 18-án Oroszország ellen      |
| KP                                | Nagy Ádám           | 1995. június 17. (21 évesen)     | 11           | 0            | Bologna FC           | 2016. 06. 26-án Belgium ellen          |
| KP                                | Vida Máté           | 1996. március 8. (20 évesen)     | 1            | 0            | Vasas SC             | 2016. 05. 20-án Elefántcsontpart ellen |
| CS                                | Böde Dániel         | 1986. október 24. (29 évesen)    | 14           | 4            | Ferencváros          | 2016. 06. 26-án Belgium ellen          |
| CS                                | Dzsudzsák Balázs    | 1986. december 23. (29 évesen)   | 82           | 20           | el-Vahda             | 2016. 06. 26-án Belgium ellen          |
| CS                                | Németh Krisztián    | 1989. január 5. (27 évesen)      | 26           | 3            | Al-Gharafa SC        | 2016. 06. 22-én Portugália ellen       |
| CS                                | Nikolics Nemanja    | 1987. december 31. (28 évesen)   | 20           | 3            | Legia Warszawa       | 2016. 06. 26-án Belgium ellen          |
| CS                                | Priskin Tamás       | 1986. szeptember 27. (29 évesen) | 58           | 17           | Slovan Bratislava    | 2016. 06. 18-án Izland ellen           |
| CS                                | Stieber Zoltán      | 1988. október 16. (27 évesen)    | 15           | 3            | 1. FC Kaiserslautern | 2016. 06. 22-én Portugália ellen       |
| CS                                | Szalai Ádám         | 1987. december 9. (28 évesen)    | 36           | 9            | Hannover 96          | 2016. 06. 26-án Belgium ellen          |
| Szövetségi kapitány: Bernd Storck |                     |                                  |              |              |                      |                                        |

| Feröer                          | Feröer                   | Feröer                          | Feröer | Feröer | Feröer           | Feröer                              |
| Poszt                           | Név                      | Születési idő és életkor        | Vál.   | Gól    | Klub             | Utolsó válogatottság                |
| ------------------------------- | ------------------------ | ------------------------------- | ------ | ------ | ---------------- | ----------------------------------- |
| K                               | Gunnar Nielsen           | 1988. október 7. (27 évesen)    | 33     | 0      | FH Hafnarfjördur | 2016. 06. 03-án Koszovó ellen       |
| K                               | Kristian Joensen         | 1992. december 21. (23 évesen)  | 0      | 0      | KÍ Klaksvík      | —                                   |
| K                               | Teitur Gestsson          | 1992. augusztus 19. (24 évesen) | 2      | 0      | HB Tórshavn      | 2016. 03. 28-án Liechtenstein ellen |
| V                               | Jónas Tór Næs            | 1986. december 27. (29 évesen)  | 46     | 0      | B36 Tórshavn     | 2016. 06. 03-án Koszovó ellen       |
| V                               | Atli Gregersen           | 1982. június 15. (34 évesen)    | 31     | 0      | Víkingur Gøta    | 2016. 03. 28-án Liechtenstein ellen |
| V                               | Sonni Nattestad          | 1994. augusztus 5. (22 évesen)  | 13     | 0      | Fylkir           | 2016. 03. 28-án Liechtenstein ellen |
| V                               | Rógvi Baldvinsson        | 1989. december 6. (26 évesen)   | 25     | 2      | FK Vidar         | 2016. 06. 03-án Koszovó ellen       |
| V                               | Jóhan Troest Davidsen    | 1988. január 31. (28 évesen)    | 33     | 0      | HB Tórshavn      | 2016. 03. 28-án Liechtenstein ellen |
| V                               | Viljormur Davidsen       | 1991. július 19. (25 évesen)    | 14     | 0      | Vejle BK         | 2016. 06. 03-án Koszovó ellen       |
| V                               | Bárður Hansen            | 1992. március 13. (24 évesen)   | 2      | 0      | Fremad Amager    | 2016. 03. 28-án Liechtenstein ellen |
| KP                              | René Joensen             | 1993. február 8. (23 évesen)    | 6      | 0      | Vendsyssel FF    | 2016. 06. 03-án Koszovó ellen       |
| KP                              | Pól Jóhannus Justinussen | 1989. január 13. (27 évesen)    | 24     | 0      | NSÍ Runavík      | 2016. 03. 28-án Liechtenstein ellen |
| KP                              | Róaldur Jakobsen         | 1991. január 23. (25 évesen)    | 3      | 1      | B36 Tórshavn     | 2015. 10. 11-én Románia ellen       |
| KP                              | Kaj Leo í Bartalsstovu   | 1991. június 23. (25 évesen)    | 9      | 0      | FH Hafnarfjördur | 2016. 06. 03-án Koszovó ellen       |
| KP                              | Sølvi Vatnhamar          | 1986. május 5. (30 évesen)      | 11     | 1      | Víkingur Gøta    | 2016. 06. 03-án Koszovó ellen       |
| KP                              | Árni Frederiksberg       | 1992. június 13. (24 évesen)    | 2      | 0      | NSÍ Runavík      | 2016. 03. 28-án Liechtenstein ellen |
| KP                              | Fróði Benjaminsen        | 1987. június 16. (29 évesen)    | 86     | 6      | HB Tórshavn      | 2015. 09. 07-én Finnország ellen    |
| KP                              | Hallur Hansson           | 1992. július 8. (24 évesen)     | 23     | 4      | AC Horsens       | 2016. 06. 03-án Koszovó ellen       |
| KP                              | Brandur Hendriksson      | 1995. december 19. (20 évesen)  | 10     | 2      | Randers FC       | 2016. 06. 03-án Koszovó ellen       |
| KP                              | Heini Vatnsdal           | 1991. október 18. (24 évesen)   | 6      | 0      | Fremad Amager    | 2013. 11. 19-én Málta ellen         |
| CS                              | Klæmint Olsen            | 1990. július 17. (26 évesen)    | 9      | 0      | NSÍ Runavík      | 2016. 06. 03-án Koszovó ellen       |
| CS                              | Páll Klettskarð          | 1990. május 17. (26 évesen)     | 9      | 0      | KÍ Klaksvík      | 2016. 06. 03-án Koszovó ellen       |
| CS                              | Jóan Símun Edmundsson    | 1991. július 26. (25 évesen)    | 37     | 5      | Odense BK        | 2016. 03. 28-án Liechtenstein ellen |
| Szövetségi kapitány: Lars Olsen |                          |                                 |        |        |                  |                                     |

## A mérkőzés
| 2016. szeptember 6. 20:45 (CEST) |

| Feröer          | 0 – 0       | Magyarország                         |
| --------------- | ----------- | ------------------------------------ |
| Benjaminsen 53' | Jegyzőkönyv | 10' Kádár 42' Kleinheisler 80' Fiola |

| Tórsvøllur Stadion, Tórshavn, Feröer Játékvezető: Slavko Vinčić (szlovén) Asszisztensek: Bojan Ul és Matej Zunic |

### Az összeállítások
| Csapatszínek | Csapatszínek | Csapatszínek |
| Csapatszínek |              |              |
| Csapatszínek |              |              |
|              |              |              |
| Feröer       |              |              |

| Csapatszínek | Csapatszínek | Csapatszínek |
| Csapatszínek |              |              |
| Csapatszínek |              |              |
|              |              |              |
| Magyarország |              |              |

Használt rövidítések (magyar rövidítés – angol rövidítés – poszt):
| - KA – GK – kapus - V – DF – hátvéd - S – SW – söprögető - JV – RB – jobb oldali védő - KV – CB – középső védő - BV – LB – bal oldali védő - JSZV – RWB – jobb szélső védő - BSZV – LWB – bal szélső védő | - KP – MF – középpályás - VKP – DM – védekező középpályás - BKP – LM – bal oldali középpályás - KKP – CM – középső középpályás - JKP – RM – jobb oldali középpályás | - JSZ – RW – jobb szélső - BSZ – LW – bal szélső - TKP – AM – támadó középpályás | - CS – ST, FW – csatár - JCS – RF – jobb oldali csatár - KCS – CF – középső csatár - BCS – LF – bal oldali csatár |

| FERÖER:     |    |                          |       |
|             |    |                          |       |
| KA          | 1  | Gunnar Nielsen           |       |
| JV          | 22 | Bárður Hansen            |       |
| KV          | 4  | Atli Gregersen           |       |
| KV          | 5  | Sonni Nattestad          |       |
| BV          | 3  | Viljormur Davidsen       |       |
| JKP         | 8  | Brandur Hendriksson      |       |
| KKP         | 7  | Fróði Benjaminsen        | 53'   |
| KKP         | 6  | Hallur Hansson           | 90+1' |
| BKP         | 10 | Sølvi Vatnhamar          |       |
| JCS         | 11 | Jóan Símun Edmundsson    |       |
| BCS         | 16 | René Joensen             |       |
| Cserék:     |    |                          |       |
| KA          | 12 | Teitur Gestsson          |       |
| KA          | 23 | Kristian Joensen         |       |
| V           | 2  | Jónas Tór Næs            |       |
| KP          | 9  | Kaj Leo í Bartalsstovu   |       |
| KP          | 13 | Pól Jóhannus Justinussen |       |
| KP          | 14 | Róaldur Jakobsen         |       |
| KP          | 15 | Heini Vatnsdal           | 90+1' |
| KP          | 17 | Árni Frederiksberg       |       |
| V           | 18 | Rógvi Baldvinsson        |       |
| V           | 19 | Jóhan Troest Davidsen    |       |
| CS          | 20 | Klæmint Olsen            |       |
| CS          | 21 | Páll Klettskarð          |       |
| Vezetőedző: |    |                          |       |
| Lars Olsen  |    |                          |       |

| MAGYARORSZÁG: |    |                     |         |
|               |    |                     |         |
| KA            | 1  | Gulácsi Péter       |         |
| JV            | 5  | Fiola Attila        | 80'     |
| KV            | 20 | Guzmics Richárd     |         |
| KV            | 2  | Lang Ádám           |         |
| BV            | 4  | Kádár Tamás         | 10'     |
| VKP           | 8  | Nagy Ádám           |         |
| JKP           | 7  | Dzsudzsák Balázs    |         |
| KKP           | 6  | Elek Ákos           |         |
| KKP           | 15 | Kleinheisler László | 42' 80' |
| BKP           | 11 | Németh Krisztián    | 70'     |
| CS            | 19 | Priskin Tamás       | 27'     |
| Cserék:       |    |                     |         |
| KA            | 12 | Dibusz Dénes        |         |
| KA            | 22 | Megyeri Balázs      |         |
| V             | 3  | Korhut Mihály       |         |
| CS            | 9  | Szalai Ádám         | 27'     |
| KP            | 10 | Bognár István       |         |
| CS            | 13 | Böde Dániel         |         |
| V             | 14 | Bese Barnabás       |         |
| KP            | 16 | Kalmár Zsolt        |         |
| CS            | 17 | Nikolics Nemanja    | 70'     |
| CS            | 18 | Stieber Zoltán      | 80'     |
| V             | 21 | Korcsmár Zsolt      |         |
| KP            | 23 | Vida Máté           |         |
| Vezetőedző:   |    |                     |         |
| Bernd Storck  |    |                     |         |

Asszisztensek:

 Bojan Ul (szlovén) (partvonal)

 Matej Zunic (szlovén) (partvonal)

Negyedik játékvezető:

 Matej Jug (szlovén)

## Statisztika
| Összesen                     | Feröer    | Magyarország |
| ---------------------------- | --------- | ------------ |
| Labdabirtoklás               | 41%       | 59%          |
| Kapura lövési kísérlet       | 14        | 15           |
| Kaput eltaláló kísérlet      | 2         | 2            |
| Ebből gól                    | 0         | 0            |
| Kaput el nem találó kísérlet | 7         | 7            |
| Blokkolt kísérlet            | 5         | 6            |
| Kapufa                       | 1         | 0            |
| Szöglet                      | 4         | 2            |
| Les                          | 3         | 1            |
| Passzkísérletek száma        | 281       | 527          |
| Sikeres passzok száma        | 240 (85%) | 466 (88%)    |
| Labdaszerzés                 | 16        | 30           |
| Sárga lap                    | 1         | 3            |
| Piros lap                    | 0         | 0            |

## Gólok és figyelmeztetések
A magyar válogatott játékosainak góljai és figyelmeztetései a selejtezősorozatban.
Csak azokat a játékosokat tüntettük fel a táblázatban, akik legalább egy gólt szereztek vagy figyelmeztetést kaptak.
A játékosok vezetéknevének abc-sorrendjében.
| Forduló             | Forduló | Forduló | Forduló | Forduló | Forduló | FRO–HUN     | HUN–SUI     | LVA–HUN     | HUN–AND     | POR–HUN     | AND–HUN     | HUN–LVA     | HUN–POR     | SUI–HUN     | HUN–FRO     |
| ------------------- | ------- | ------- | ------- | ------- | ------- | ----------- | ----------- | ----------- | ----------- | ----------- | ----------- | ----------- | ----------- | ----------- | ----------- |
| Figyelmeztetések    | Gól     |         |         |         | KM      | 2016.09.06. | 2016.10.07. | 2016.10.10. | 2016.11.13. | 2017.03.25. | 2017.06.09. | 2017.08.31. | 2017.09.03. | 2017.10.07. | 2017.10.10. |
| Fiola Attila        | 0       | 1       | 0       | 0       | 0       | Sárga lap   |             |             |             |             |             |             |             |             |             |
| Kádár Tamás         | 0       | 1       | 0       | 0       | 0       | Sárga lap   |             |             |             |             |             |             |             |             |             |
| Kleinheisler László | 0       | 1       | 0       | 0       | 0       | Sárga lap   |             |             |             |             |             |             |             |             |             |
| Összesen            | 0       | 3       | 0       | 0       | 0       |             |             |             |             |             |             |             |             |             |             |

Jelmagyarázat: Helyszín: O = Otthon; I = Idegenben;
 = szerzett gólok;  = sárga lapos figyelmeztetés;  = egy mérkőzésen 2 sárga lap utáni azonnali kiállítás;  = piros lapos figyelmeztetés, azonnali kiállítás; X = eltiltás; KM = eltiltás miatt kihagyott mérkőzés

## Örökmérleg a mérkőzés után
| Magyarország |           | Feröer |
| ------------ | --------- | ------ |
| 2            | Győzelem  | 0      |
| 1            | Döntetlen | 1      |
| 3            | Gólok     | 1      |
| 5/6          | Pontok    | 1/6    |
| 83,33%       | %         | 16,67% |

A táblázatban a győzelemért 2 pontot számoltunk el.

### Összes mérkőzés
Győzelem
      Döntetlen
      Vereség
| No.       | Dátum         | Helyszín                     | Nézőszám | Mérkőzés     | Eredmény                      | Gólszerző(k) |
| --------- | ------------- | ---------------------------- | -------- | ------------ | ----------------------------- | ------------ |
| 1. (891.) | 2014. 10. 14. | Tórshavn, Tórsvøllur Stadion | 3 500    | Eb-selejtező | Feröer–Magyarország 0–1 (0–1) | Szalai 21'   |
| 2. (899.) | 2015. 10. 08. | Budapest, Groupama Aréna     | 16 165   | Eb-selejtező | Magyarország–Feröer 2–1 (0–1) | Böde 63' 71' |
| 3. (910.) | 2016. 09. 06. | Tórshavn, Tórsvøllur Stadion |          | vb-selejtező | Feröer–Magyarország 0–0       |              |
| 4. (921.) | 2017. 10. 10. | Budapest, Groupama Aréna     | 20 000   | vb-selejtező | Magyarország–Feröer 1–0 (0–0  | Böde 81'     |

## A selejtezőcsoport állása a mérkőzés után
További eredmények a fordulóban
| 2016. szeptember 6. | Svájc   | 2–0 | Portugália |
| 2016. szeptember 6. | Andorra | 0–1 | Lettország |

| Hely. | Csapat       | M | Gy | D | V | G+ | G– | Gk | P | Továbbjutás                      |
| ----- | ------------ | - | -- | - | - | -- | -- | -- | - | -------------------------------- |
| 1.    | Svájc        | 1 | 1  | 0 | 0 | 2  | 0  | +2 | 3 | Kijut a 2018-as világbajnokságra |
| 2.    | Lettország   | 1 | 1  | 0 | 0 | 1  | 0  | +1 | 3 | Lehetséges pótselejtező          |
| 3.    | Feröer       | 1 | 0  | 1 | 0 | 0  | 0  | 0  | 1 |                                  |
| 3     | Magyarország | 1 | 0  | 1 | 0 | 0  | 0  | 0  | 1 |                                  |
| 5.    | Andorra      | 1 | 0  | 0 | 1 | 0  | 1  | −1 | 0 |                                  |
| 6.    | Portugália   | 1 | 0  | 0 | 1 | 0  | 2  | −2 | 0 |                                  |

1. ↑  A nyolc legjobb csoportmásodik pótselejtezőt játszik. A kilencedik csoportmásodik kiesik.